# Ferry (televisieserie)
Ferry is een Belgisch-Nederlandse fictiereeks van productiehuis De Mensen. Onder anderen Tygo Gernandt, Koen De Graeve, Raymond Thiry, Frank Lammers en Elise Schaap spelen er een hoofdrol in.
De acht afleveringen van het eerste seizoen zijn in één keer rechtstreeks op Netflix uitgekomen. De serie is in Nederland, de Verenigde Staten en andere landen te zien op Netflix. 
In 2022 begonnen de opnames voor het eerste seizoen. Frank Lammers en Elise Schaap spelen hun vertrouwde hoofdrol, als eerder gespeeld in de serie Undercover, in de wereld van de xtc-handel. 
Er werd een prequel van de reeks Undercover gemaakt, getiteld Ferry. Deze speelfilm is sinds 14 mei 2021 te bekijken op het streamingplatform Netflix. Ook in deze film spelen Frank Lammers en Elise Schaap beiden hun uit Undercover bekende rol.

## Seizoen 1
De serie gaat verder waar de film Ferry geëindigd is. Ferry is een kleinschalige xtc-dealer die maar moeilijk rondkomt. Totdat een grote drugsdealerconcurrent Arie Tack wordt opgepakt en zijn drugslab wordt opgerold door de Belgische federale politie. De Nederlander Ferry Bouman staat aan het hoofd van de nog kleinschalige criminele organisatie en maakt nog maar kleine deals in xtc. Bouman brengt zijn vrije tijd het liefste door in een eenvoudige chalet op de populaire camping vlak bij de Belgische grens ondanks zijn aspiraties. Bouman is een gladde jongen en lijkt ongrijpbaar, dus besluiten hij en zijn kompanen hun krachten te bundelen met een plaatselijke motorbende om in het gat te stappen dat Arie Tack heeft achtergelaten. Hun intenties zijn duidelijk: het overnemen van de klanten en de grootste xtc-dealer worden. In het leven van Bouman zijn zijn vriendin en haar broer de belangrijkste personen. Ook zijn zwager John heeft zijn grootste vertrouwen.

## Rolverdeling
| Acteur               | Personage                 |
| -------------------- | ------------------------- |
| Frank Lammers        | Ferry Bouman              |
| Elise Schaap         | Danielle van Marken       |
| Raymond Thiry        | John Zwart                |
| Huub Smit            | Dennis de Vries           |
| Tim Haars            | Remco Engels              |
| Koen De Graeve       | Marco Grootaers           |
| Tygo Gernandt        | Ricardo Thijssen          |
| Yannick van de Velde | Lars van Marken           |
| Alice Reijs          | Sabien Grootaers          |
| Poal Cairo           | Dimitri "Dozer" Verhoeven |
| Steef Cuijpers       | Arie Tack                 |
| Eli Malawau          | Ambon                     |
| Bjorn Boschmans      | biker                     |
| Kevin Janssens       | Jurgen van Kamp           |
| Renée Fokker         | Els Siegert               |
| Dirk Roofthooft      | Mick de Boer              |
| Lieke van den Broek  | Sonja Zwart               |
| Rabbi Jallo          | Joost Kramer              |
| Wimie Wilhelm        | Inez Kuipers              |

## Afleveringen
| Afl. | Titel                   | Datum           |
| ---- | ----------------------- | --------------- |
| 1    | Members Only            | 3 november 2023 |
| 2    | Undercover              | 3 november 2023 |
| 3    | Rommel                  | 3 november 2023 |
| 4    | Attack                  | 3 november 2023 |
| 5    | Lang leve de koning     | 3 november 2023 |
| 6    | De dip                  | 3 november 2023 |
| 7    | Defect                  | 3 november 2023 |
| 8    | Een sprookje in Brabant | 3 november 2023 |